# Владивостокская епархия
О католической епархии см. Владивостокская епархия (католическая)
Владивосто́кская епа́рхия — епархия Русской православной церкви, объединяющая приходы и монастыри в западной части Приморского края (в границах городских округов Владивостоксий, Артёмовский, Дальнереченский, Лесозаводский, Уссурийский, а также Кировского, Красноармейского, Михайловского, Надеждинского, Октябрьского, Пожарского, Покровского, Спасского, Ханкайского, Хасанского, Хорольского, Черниговского районов). Входит в состав Приморской митрополии.
Правящим архиереем Владивостокской епархии с 24 октября 2024 года является митрополит Владивостокский и Приморский Павел (Григорьев). Викарий Владивостокской епархии — епископ Уссурийский Иннокентий (Ерохин).

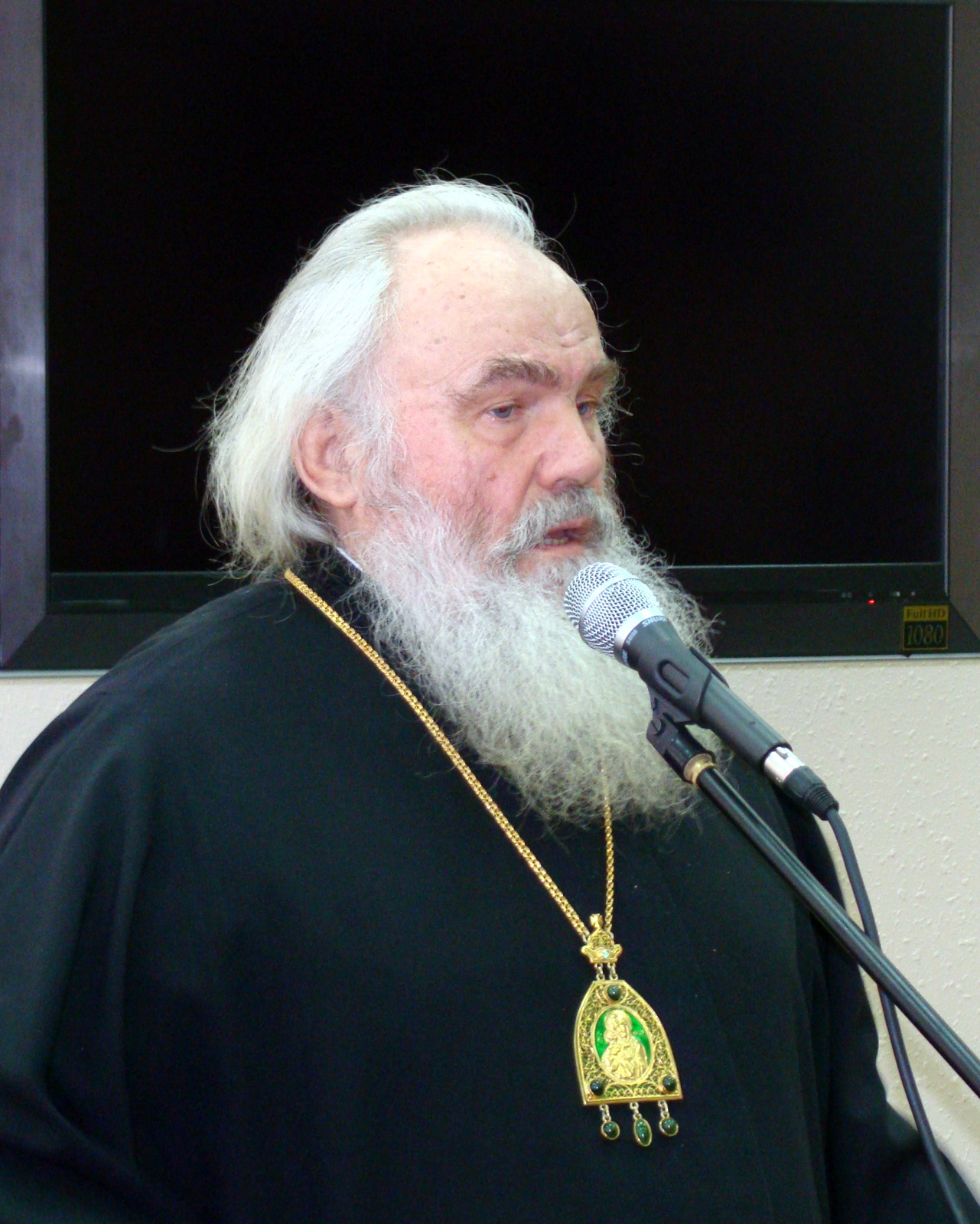
Выступление архиепископа Вениамина в Приморской краевой библиотеке

## История
Создана 4 июня 1898 года после разделения Камчатской епархии на Благовещенскую и Владивостокскую.
Летом 1917 года архиепископ Владивостокский Евсевий (Никольский) уехал в Москву для участия в Поместном соборе Российской православной церкви.
В ноябре 1917 года началась гражданская война, вследствие чего архиепископ Евсевий во Владивосток не возвратился. В июне 1918 года власть советов была свергнута. В декабре 1918 года управление Владивостокской епархией принял епископ Чебоксарский Михаил (Богданов). По одним данным, он управлял епархией до 1922 года, по другим — в 1920—1922 годах епископом Владивостокским являлся Марк (Бакалдин).
Владивостокская епархия практически пресеклась в начале 1930-х годов. С 1946 года вновь открытые приходы Приморского края были включены в состав Хабаровской и Владивостокской епархии, которая в 1949—1988 годах временно управлялась архиереями Иркутской и Читинской епархии.
Епархия восстановлена решением Священного синода Русской православной церкви от 31 января 1991 года.
27 июля 2011 года из Владивостокской епархии выделены Находкинская и Арсеньевская епархии. 6 октября 2011 года Владивостокская, Находкинская и Арсеньевская епархии включены в состав новообразованной Приморской митрополии.

## Епископы
- 5 января 1899 — 1920 — Евсевий (Никольский)
- декабрь 1918 — октябрь 1922 — Михаил (Богданов)
- 1922 — Павел (Введенский) в/у, епископ Никольско-Уссурийский
- 1924 — ? Иоасаф (Рагозин)
- 13 ноября 1925 — 15 сентября 1927 — Киприан (Комаровский)
- сентябрь 1927 — июнь 1928 — Нифонт (Фомин)
- 1928—1929 — Пантелеимон (Максунов)
- 1929—1930 — Марк (Боголюбов)
- 8 июля 1930 — 1932 — Варсонофий (Лузин)
- 1931—1932 — Герман (Коккель) в/у, епископ Никольско-Уссурийский
- 31 января 1991 — 12 августа 1992 — Николай (Шкрумко)
- 21 сентября 1992 — 28 декабря 2018 — Вениамин (Пушкарь)
- 28 декабря 2018 — 24 октября 2024— Владимир (Самохин)
- С 24 октября 2024  — Павел (Григорьев)

## Благочиния
Епархия разделена на 10 благочиннических округов< (По состоянию на октябрь 2022 года[значимость факта?]):
- I Владивостокский (Ленинский и Первомайский районы г. Владивостока)
- II Владивостокский (Фрунзенский, Первореченский, Советский районы г. Владивостока, Владивостокский городской округ)
- Артемовский (Артемовский городской округ)
- Надеждинский (Надеждинский муниципальный район, Хасанский муниципальный район)
- Уссурийский (Уссурийский городской округ)
- Хорольский (Хорольский муниципальный район, Ханкайский муниципальный район, Михайловский муниципальный район)
- Покровский (Октябрьский муниципальный район, Пограничный муниципальный район)
- Спасский (Спасский муниципальный район, Черниговский муниципальный район, Кировский муниципальный район)
- Дальнереченский (Дальнереченский городской округ, Лесозаводский городской округ)
- Лучегорский (Пожарский муниципальный район, Красноармейский муниципальный район)

## Монастыри
Мужские
- Свято-Серафимовский монастырь во Владивостоке
- Свято-Троицкий Николаевский монастырь в посёлке Горные Ключи Кировского района

Женские
- Марфо-Мариинская обитель милосердия во Владивостоке
- Монастырь Казанской иконы Пресвятой Богородицы в посёлке Раздольное Надеждинского района
- Богородице-Рождественский монастырь в селе Линевичи Уссурийского городского округа

## Галерея

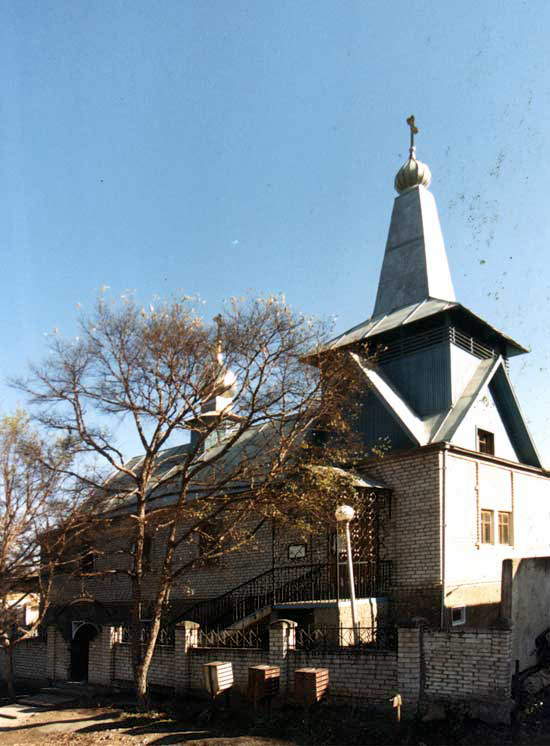
Церковь в Находке
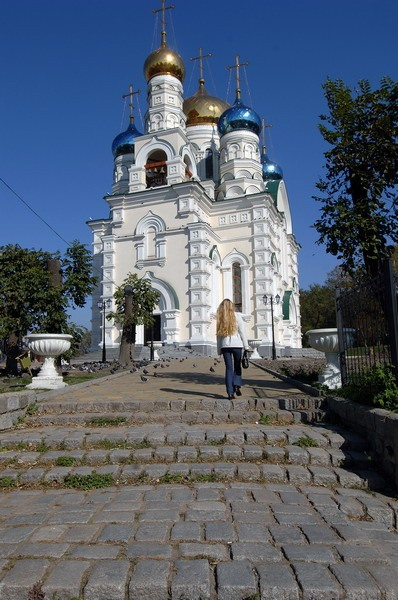
Покровский собор, Владивосток
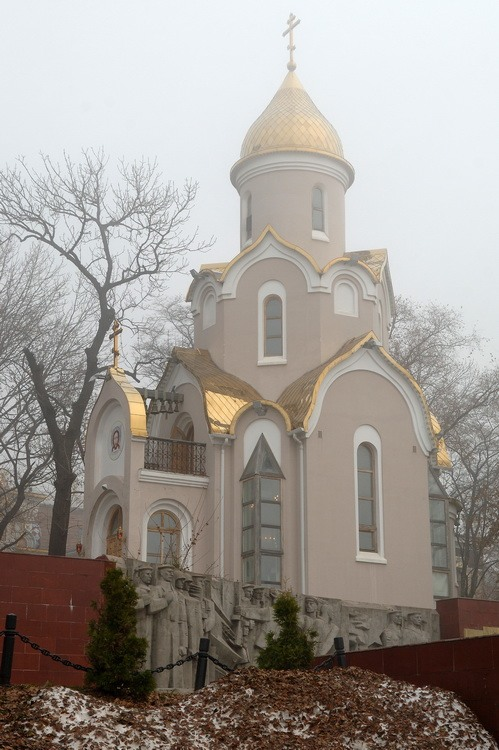
Андреевский храм, Владивосток
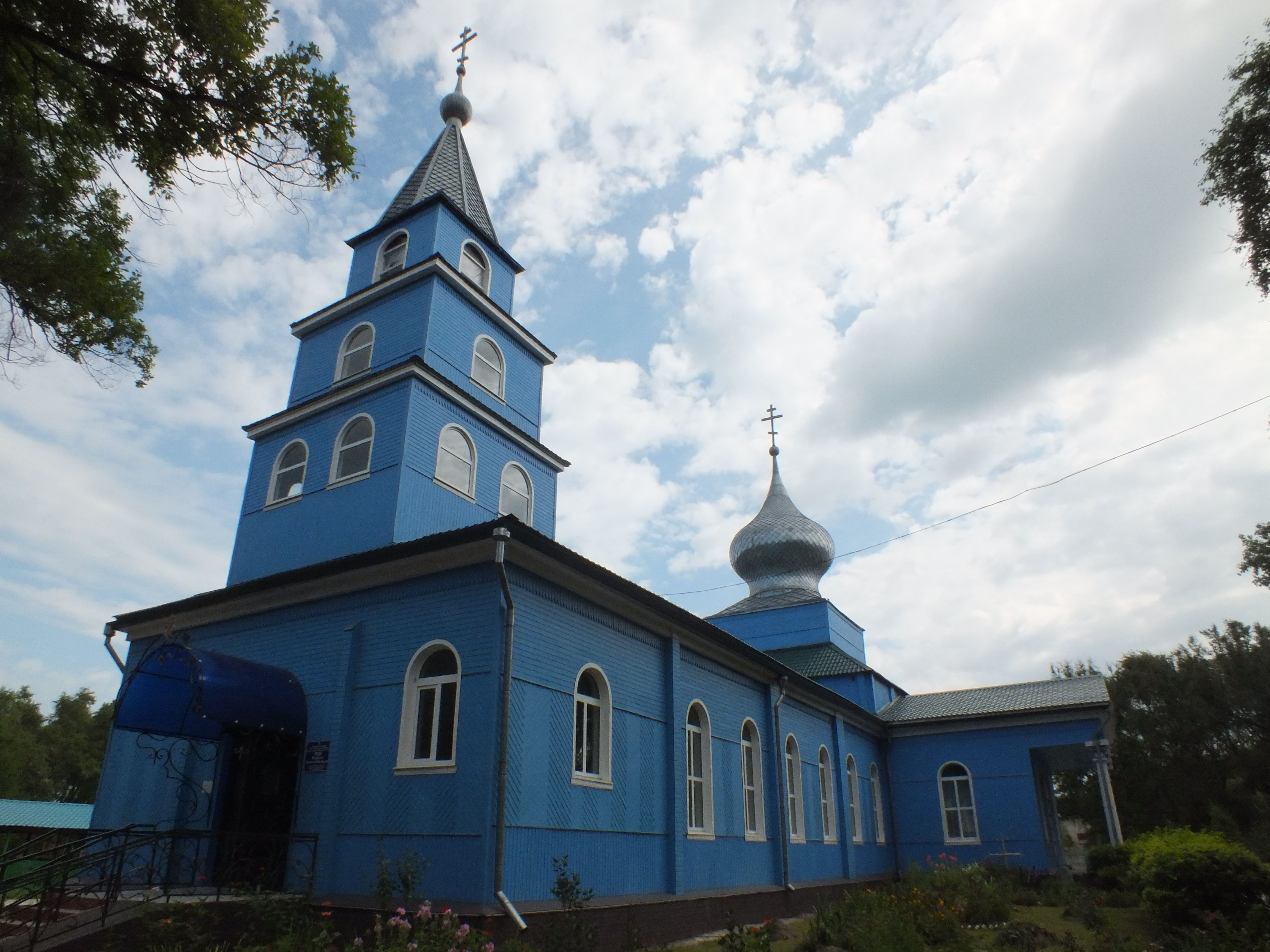
Храм в селе Черниговка
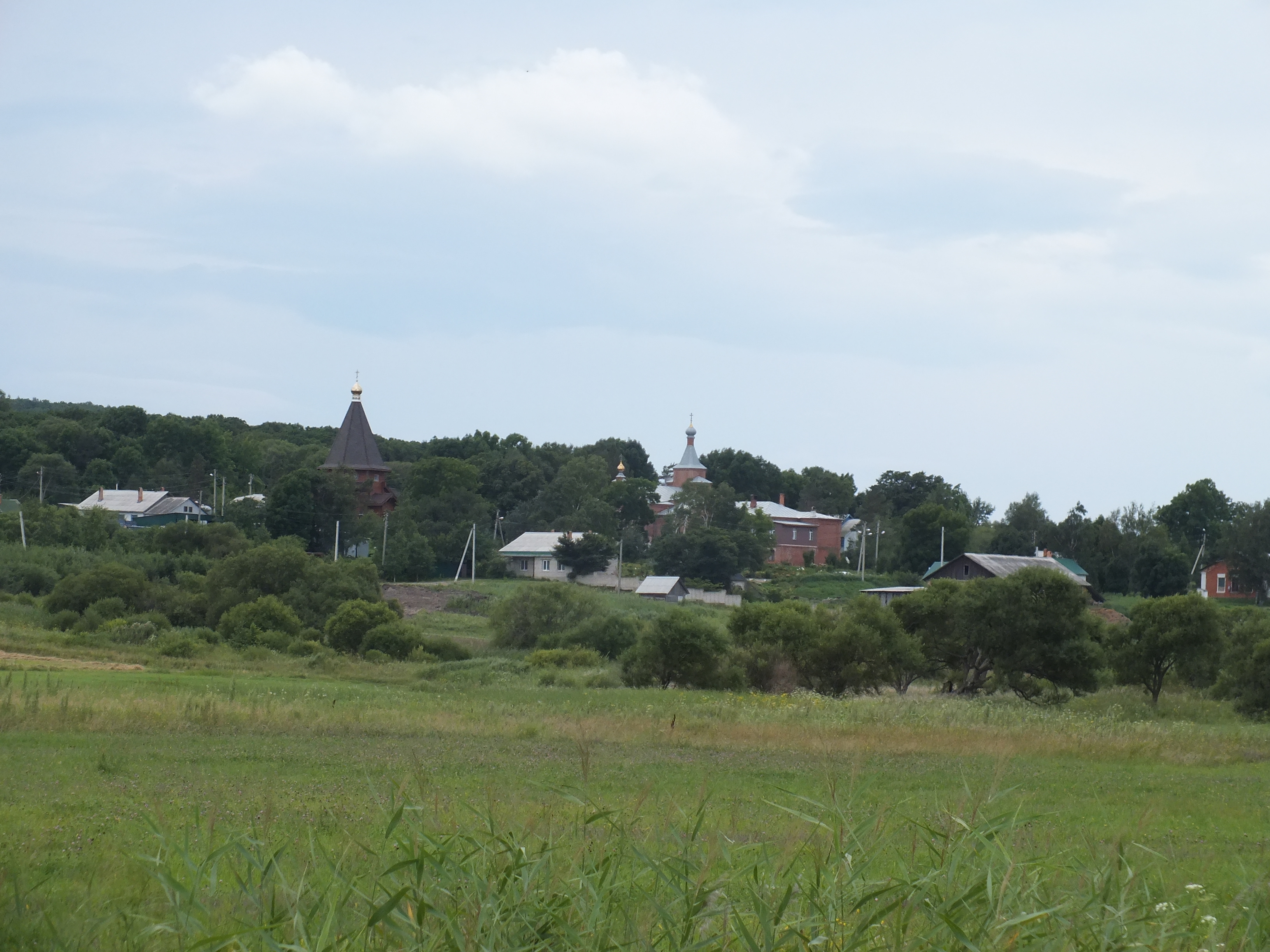
Богородице-Рождественский монастырь, село Линевичи